# Figuig
Figuig es una ciudad y un oasis ubicado en la región oriental del Reino de Marruecos, se encuentra en el este de Marruecos, cerca de la frontera con Argelia, en el Desierto del Sahara y está situado a unos 200 km al este de la Cordillera del Atlas marroquí. Los bereberes imazighen constituyen la mayor parte de la población.

## Lenguas
El idioma bereber del sur de Orán, una de las lenguas zenati bereberes septentrionales, hablada en Marruecos y Argelia, es el idioma de la mayoría de la población.
La mayoría de la población de Figuig habla una lengua bereber, una variedad de las lenguas zenati que incluye muchas palabras del idioma árabe. Algunas mujeres hablan solo en este idioma, mientras que los hombres también hablan árabe marroquí. 
El idioma bereber de Figuig, es entendido por los imazighen desde el área de Aïn Séfra en el este hasta las montañas del Atlas en el oeste.

## Comunidades
La ciudad está dividida en siete comunidades tradicionales llamadas igherman, a saber; At-Wadday, At-Amar, At-Lamiz, At-Sliman, At-Anaj, At-Addi y At-Iznayen. Estas comunidades viven en áreas específicas en el oasis alrededor de pequeños pueblos fortificados llamados ksur. En el pasado hubo mucha lucha entre las comunidades por el control del agua del oasis.

### Comunidad judía
En el pasado hubo una comunidad de judíos en Figuig, como en el caso de varios otros oasis del Sahara. No se sabe cuándo llegaron los judíos, pero las últimas familias se fueron en la década de 1950 cuando miles de judíos emigraron desde el Magreb. En Figuig actualmente no queda ni un solo judío, pero hay dos cementerios judíos, uno entre los ksur At-Sliman y At-Lamiz, y otro cerca del ksar At-Iznayen. Estos cementerios y la información sobre las áreas dentro de los ksur asignadas a los judíos, muestran que la comunidad formó parte de la vida aislada de Figuig durante siglos. La mayoría trabajaba como alfareros, molineros, sastres y joyeros.

## Población
La población de los oasis incluye a muchos morabitos que han jugado un papel importante en la cohesión social durante los últimos siglos, suavizando las disputas entre los habitantes del pueblo.
Los habitantes de la etnia Haratin, viven en el ksar At Iznayen, en el barrio de Al-Hahda, estos son trabajadores que llevan a cabo las principales labores agrícolas en las plantaciones de palmeras datileras del pueblo.

## Actividad económica
La agricultura sigue siendo la principal actividad económica del oasis, con cultivos de dátiles que dominan el paisaje. Debido a la falta de empleo, muchos de los jóvenes residentes se han marchado para trabajar en el extranjero.